# Daičiūnai
Daičiūnai est un village du district de Pasvalys, situé dans l’apskritis de Panevėžys en Lituanie.